# 세르게이 차플리긴
세르게이 차플리긴(Серге́й Алексе́евич Чаплы́гин, 1869년 4월 5일 – 1942년 10월 8일)은 소련의 수학자이다. 니콜라이 주콥스키의 제자이다.

## 업적
- 차플리긴 방정식
- 차플리긴 기체
- 차플리긴 문제

## 같이 보기
- 차플리긴 기체
- 차플리긴 문제
- 차플리긴 방정식